# William Henrique
William Henrique (ur. 28 stycznia 1992 w Ribeirão Preto) – brazylijski piłkarz występujący na pozycji napastnika, obecnie zawodnik PT Prachuap FC.

## Życiorys

### Kariera piłkarska
Od 2010 roku występował w klubach: Grêmio Barueri, Botafogo Sport Club, Vitória, ASA, Ventforet Kōfu, Joinville, Ceará, Ansan Greeners FC, Londrina, Ituano FC i Chiangrai United FC.
11 grudnia 2019 podpisał kontrakt z tajskim klubem PT Prachuap FC, bez odstępnego.

## Sukcesy
Chiangrai United FC
- Thai League 1: 2019
- Thai FA Cup: 2018
- Thai League Cup: 2018